# Kotonoha no miko to kotodama no majo to
Autre
Kotonoha no miko to kotodama no majo to (ことのはの巫女とことだまの魔女と, litt. « Les mots de la miko et les incantations de la sorcière ») est un manga yuri créé par le mangaka Miyabi Fujieda et prépublié par Ichijinsha dans le magazine Yuri Shimai sous le nom de Torikago no miko to kimagure na majo to (鳥籠の巫女と気紛れな魔女と, litt. « La miko en cage et la sorcière capricieuse »), puis dans le magazine Comic Yuri Hime sous son nom définitif. Le manga a été publié en un volume relié le 14 juillet 2006.

## Synopsis
Une sorcière prénommée Reti et passionnée d'architecture arrive aux abords d'un sanctuaire caché et entouré d'une barrière. Lorsqu'elle retire la barrière, elle y fait la rencontre de Tsumugi, une miko qui s'y abritait. Celle-ci n'a jamais quitté le sanctuaire et décide alors de voyager aux côtés de Reti. Au fil de l'histoire, les deux filles développent des sentiments romantiques mutuels.

## Personnages
Gretia « Reti » Dietrich
Voix japonaise : Hitomi Nabatame (en)
Une sorcière passionnée d'architecture ancienne.
Tsumugi Tokigami (鴇神紬, Tokigami Tsumugi)
Voix japonaise : Mamiko Noto
Une miko enfermée dans le temple de sa famille, pour sa propre sécurité, car le monde extérieur était nocif à son esprit pur.
Isuzu Suzushiro (鈴代五十鈴, Suzushiro Isuzu)
Voix japonaise : Akeno Watanabe
Une femme qui surveille Tsumugi.
Kami-sama (神様)
Voix japonaise : Mamiko Noto
La déesse du temple de la montagne Tokigami. Elle transfère une partie de ses pouvoirs à Reti, afin que celle-ci puisse protéger Tsumugi dans le monde extérieur.

## Médias

### Manga
Kotonoha no miko to kotodama no majo to est une série de mangas yuri écris et dessinés par Miyabi Fujieda. Le manga a commencé à être sérialisé dans le 4e numéro du magazine Yuri Shimai (sorti le 27 juillet 2004) sous le titre Torikago no miko to kimagure na majo to. Lors de l'arrêt du magazine Yuri Shimai, le manga continue d'être diffusé dans le magazine successeur, Comic Yuri Hime, mais sous le nouveau nom de Kotonoha no miko to kotodama no majo to. L'intégralité du manga est par la suite publié en un volume relié le 14 juillet 2006.

#### Volume relié
| no | Japonais        | Japonais          |
| no | Date de sortie  | ISBN              |
| -- | --------------- | ----------------- |
| 1  | 14 juillet 2006 | 978-4-758070-07-2 |

### Drama CDs
L'édition limité du manga est sortie accompagnée d'un drama CD intitulé Kotoiro no hibi to kotohogi no kimi to (こといろの日々とことほぎの君と, litt. « Les jours de mots colorés et de tes félicitations »). Un second drama CD intitulé Madrigal Halloween est sorti le 31 octobre 2006 à l'occasion de Halloween. Dans les deux CDs, des personnages d'Ameiro Kōcha-kan Kandan (飴色紅茶館歓談), une autre série de Miyabi, font leur apparition.